# جوني غريفز
جوني غريفز (بالإنجليزية: Johnny Greaves)‏ هو سائق سباق أمريكي، ولد في 21 مارس 1966 في Abrams (CDP), Wisconsin ‏ في الولايات المتحدة.